# TV4 Sport Xtra
TV4 Sport Xtra var en reklamfri betal- och sportkanal i HDTV. Kanalen ägdes av TV4-gruppen och startade sina sändningar 4 maj 2012 i samband med att 2012 års ishockey-VM startade. Den äldre systerkanalen TV4 Sport behölls i TV4-gruppens kanalportfölj efter att TV4 Sport Xtra startades.
Kanalens sista sändningsdag blev fredagen den 28 mars 2014. 29 mars 2014 startade TV4-gruppen istället livsstils- och sportkanalen TV12. Samtidigt blev TV4 Sport en mer renodlad sportkanal, då samtliga fiske- och dokumentärprogram istället flyttade till TV4 Fakta och TV4 Fakta XL.

## Utbud

### Fotboll
- Europa League: finalen i Bukarest den 9 maj 2012. Samt utvalda matcher kommande säsonger.
- Spanska cupen: finalen våren 2012.
- Fotbolls-EM (2012): parallellsändning av TV4:s matcher samt finalen i 3D-format
- Serie A: från och med säsongen 2012/13
- Brasilianska Serie A: utvalda matcher

### Ishockey
- Ishockey-VM: 27 av matcherna från 2012 års mästerskap.

### Handboll
- Mästerskap för damer och herrar: delar av mästerskapen

## TV-leverantörer
- Från 4 maj 2012: Canal Digital, Com Hem, Tele2 och Telia.
- Från 10 maj 2012: Bredbandsbolaget.
- Från 2 september 2013: Boxer (provsändes tidigare) [6]. Noterbart är att kanalen inte sändes i HD-kvalitet hos Boxer, utan endast i SD-kvalitet.